# Nāḩiyat Tall Rif‘at
Nāḩiyat Tall Rif‘at (arabiska: ناحية تل رفعت) är ett subdistrikt i Syrien.   Det ligger i provinsen Aleppo, i den nordvästra delen av landet, 300 km norr om huvudstaden Damaskus.
Trakten runt Nāḩiyat Tall Rif‘at består till största delen av jordbruksmark. Runt Nāḩiyat Tall Rif‘at är det ganska tätbefolkat, med 86 invånare per kvadratkilometer.